# Francisca Ribeiro de Abreu
Francisca Ribeiro de Abreu Moreira (Pedralva, 9 de outubro de 1877 — Santa Rita do Sapucaí, 18 de julho de 1965) foi a primeira-dama do país durante a presidência de seu marido, Delfim Moreira, 10.º presidente do Brasil, entre 1918 e 1919. Também foi segunda-dama brasileira de 1919 a 1920, e primeira-dama de Minas Gerais de 1914 a 1918.

## Biografia
Francisca nasceu no interior mineiro de Pedralva, como filha do coronel Joaquim Inácio Ribeiro (1842–1927) e de sua esposa Joaquina Felicidade de Abreu (1847–1926). Seus irmãos eram Loreto Ribeiro de Abreu, Joaquim Ribeiro de Abreu e Maria Ribeiro do Amaral.

### Casamento e filhos
Em 11 de abril de 1891, desposou seu primo-irmão paterno Delfim Moreira da Costa Ribeiro, filho de sua tia Maria Cândida Ribeiro (1844–1921), com quem teve dez filhos filhos, dos quais, seis chegaram a vida adulta:
1. Joaquim, nascido em 11 de maio de 1892 e falecido em data desconhecida;
2. Antônio, nascido em 19 de outubro de 1894 e falecido em 26 de dezembro de 1962;
3. Maria, nascida em 29 de maio de 1898 e falecida em data desconhecida;
4. Antonieta, nascida em 17 de junho de 1899 e falecida em 14 de julho de 1979;
5. Maria, nascida em 15 de março de 1901 e falecida em data desconhecida
6. Delfim Júnior, nascido em 28 de setembro de 1904 e falecido em 24 de outubro de 1964;
7. Alzira, nascida em 21 de junho de 1907 e falecida em 14 de janeiro de 1920;
8. Aída, nascida em 12 de outubro de 1908 e falecida em 28 de maio de 1993;
9. Maria Anunciata, nascida em 25 de março de 1912 e falecida em 24 de dezembro de 1986.

## Últimos anos e morte
Francisca ficou viúva em 1920. No final de sua vida, perdeu três filhos: Alzira, Antônio e Delfim Júnior. Após a morte desse último, nove meses depois, faleceu em Santa Rita do Sapucaí, em 18 de julho de 1965, aos 87 anos.